# Wojskowy Sąd Rejonowy w Szczecinie

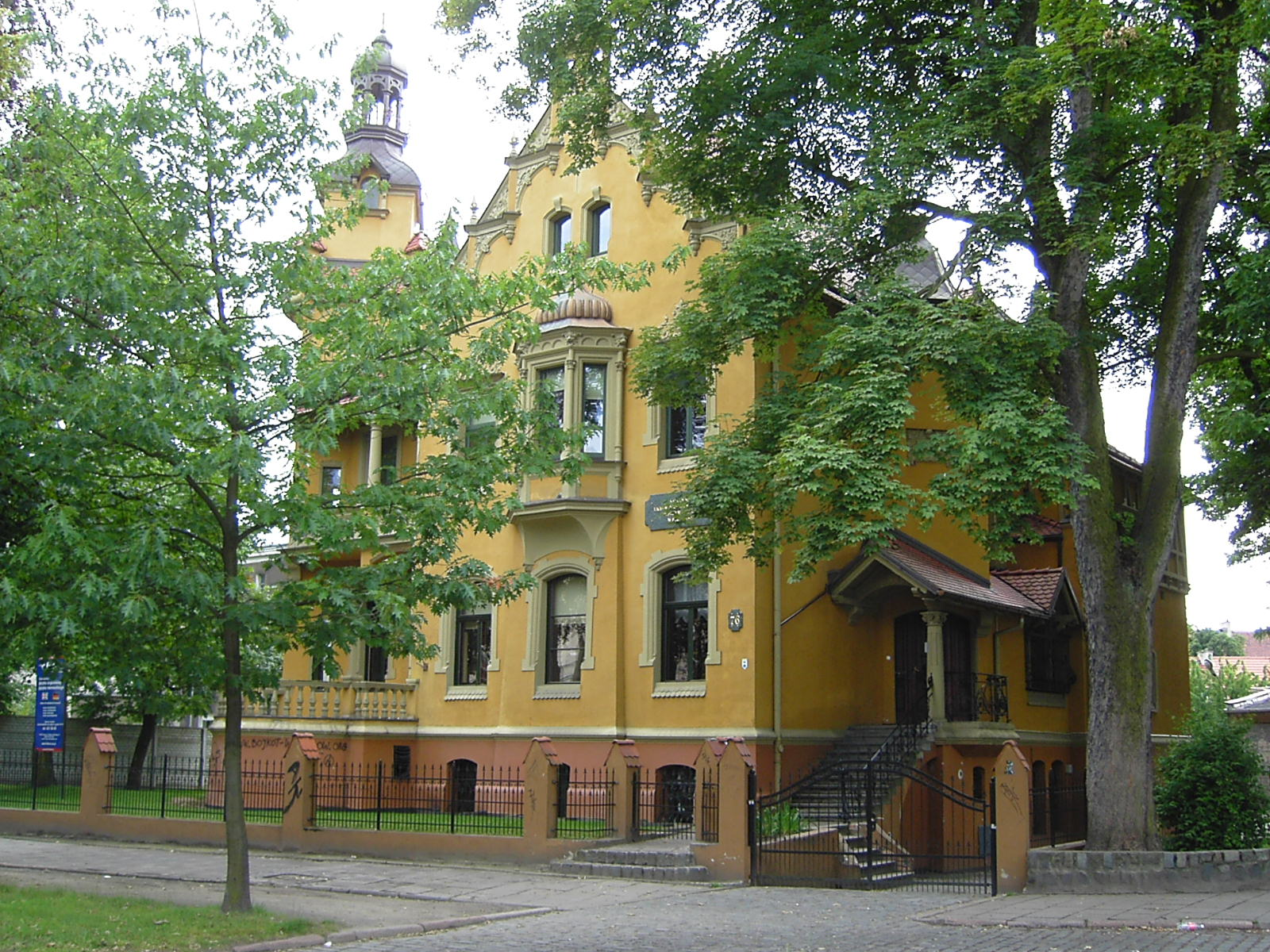
W tym budynku znajdował się WSR w Szczecinie →.

Wojskowy Sąd Rejonowy w Szczecinie – wojskowy organ wymiaru sprawiedliwości okresu stalinowskiego powołany "dla wykonania zadań wojskowych organów wymiaru sprawiedliwości w stosunku do osób pozawojskowych…"
Funkcjonował od 13 marca 1946 do 21 lipca 1955. Siedziba sądu mieściła się przy al. Wojska Polskiego 76.

## Formowanie
Powołany został rozkazem organizacyjnym Naczelnego Dowództwa Wojska Polskiego nr 023/0rg z 20 stycznia 1946 jako Wydział Zamiejscowy Wojskowego Sądu Rejonowego w Koszalinie z siedzibą w Szczecinie i Ekspozyturę Wojskowej Prokuratury Rejonowej w Koszalinie z siedzibą w Szczecinie.
Już w pierwszym rozkazie dziennym z 13 marca 1946 mjr Filip Feld podpisywał się jednak jako "Szef Wojskowego Sądu Rejonowego w Szczecinie" a dalej w rozkazie widnieje zapis: "Siedzibę tutejszego sądu obieram w Szczecinie, a Wydział Zamiejscowy umiejscawiam w Koszalinie" Zatem praktycznie w owym czasie nie powstał Wojskowy Sąd Rejonowy w Koszalinie. 
WSR w Szczecinie formowały następujące osoby: szef: mjr dr Filip Feld; sędziowie: mjr Tadeusz Juśkiewicz, por. Marian Doerffer, kpt. Stefan Bogdanowicz; asesorzy: ppor. Tadeusz Nizielski i ppor. Tadeusz Prusinowski; personel pomocniczy: ppor. Edmund Pietruszka jako sekretarz oraz skierowani z 12 Dywizji Piechoty szeregowi: Franciszek Wrzesiński jako ekspedytor i Tadeusz Miłda jako goniec.

## Wyroki sądu
W latach 1946–1955 Wojskowy Sąd Rejonowy w Szczecinie przeprowadził ponad 4,5 tys. procesów.
Nie wszyscy podsądni byli skazywani z przyczyn politycznych. Wyroki orzekano także wobec funkcjonariuszy i żołnierzy MO, UB, WOP i KBW skazywanych za nadużywaniu władzy lub przestępstwa kryminalne. Ostatni wyrok zapadł 29 kwietnia 1955. Dziesięć ostatnich spraw przekazano do sądów cywilnych lub do Wojskowego Sądu Garnizonowego w Szczecinie.
Najwyższy wymiar kary zastosowano wobec 96 osób. Wykonano prawdopodobnie 43 z nich. Najwięcej kar śmierci orzeczono w 1950, a w latach 1954-1955 nie orzeczono ani jednej tego typu kary.
Najwięcej wyroków śmierci wydano z art. 7 MKK: "Kto, działając na szkodę Państwa Polskiego, gromadzi lub przekazuje wiadomości, dokumenty lub inne przedmioty stanowiące tajemnicę państwową lub wojskową, podlega karze więzienia na czas nie krótszy od lat 5 lub dożywotnio albo karze śmierci". Kolejna grupa to skazani, za zabójstwo - art. 225 kodeksu karnego z 1932 oraz za udział w nielegalnym związku art. 14 MKK.

## Szefowie RSW
- Filip Feld - do lutego 1948
- Kazimierz Stojanowski - do czerwca 1955

## Struktura organizacyjna
- Oddział I - oddziałem kierował szef sądu
- Oddział II - oddziałem kierował zastępca szefa sądu
- Oddział III
- Oddział IV
- Oddział V (od września 1949)
- Sekretariat - por. Helena Chomicka
- Oddział maszynowy
- Drużyna ochronna
- Wydział Zamiejscowy w Koszalinie (od 1950 odrębny WSR)